# Ray Ries
Ray Ries est un directeur de la photographie américain, né le 7 mai 1894 en Ohio et mort le 23 août 1977 à Los Angeles (Californie), qui a travaillé notamment avec Richard Thorpe dans les années 1920.

## Filmographie
- 1924 : Thundering Romance de Richard Thorpe
- 1925 : Double Action Daniels de Richard Thorpe
- 1925 : Fast Fightin' de Richard Thorpe
- 1925 : On the Go de Richard Thorpe
- 1925 : Reckless Courage de Tom Gibson (en)
- 1925 : Saddle Cyclone de Richard Thorpe
- 1925 : The Desert Demon de Richard Thorpe
- 1926 : Ace of Action de William Bertram
- 1926 : The Bonanza Buckaroo de Richard Thorpe
- 1926 : The Ramblin' Galoot de Fred Bain
- 1926 : Twisted Triggers de Richard Thorpe
- 1927 : Between Dangers de Richard Thorpe
- 1927 : Code of the Cow Country de Oscar Apfel
- 1927 : Pals in Peril de Richard Thorpe
- 1927 : Ride 'Em High de Richard Thorpe
- 1927 : Roarin' Broncs de Richard Thorpe
- 1927 : Skedaddle Gold de Richard Thorpe
- 1927 : Soda Water Cowboy de Richard Thorpe
- 1927 : Tearin' Into Trouble de Richard Thorpe
- 1927 : The Cyclone Cowboy de Richard Thorpe
- 1927 : The Desert of the Lost de Richard Thorpe
- 1927 : The Fightin' Comeback de Tenny Wright
- 1927 : The Galloping Gobs de Richard Thorpe
- 1927 : The Interferin' Gent de Richard Thorpe
- 1927 : The Meddlin' Stranger de Richard Thorpe
- 1927 : The Obligin' Buckaroo de Richard Thorpe
- 1927 : The Ridin' Rowdy de Richard Thorpe
- 1927 : White Pebbles de Richard Thorpe
- 1928 : Desperate Courage de Richard Thorpe
- 1928 : Saddle Mates de Richard Thorpe
- 1928 : The Ballyhoo Buster de Richard Thorpe
- 1928 : The Cowboy Cavalier de Richard Thorpe
- 1928 : The Flying Buckaroo de Richard Thorpe
- 1928 : The Valley of Hunted Men de Richard Thorpe
- 1929 : Dark Skies de Harry S. Webb